# Fabian Götze
Fabian Götze (* 3. Juni 1990 in Memmingen) ist ein ehemaliger deutscher Fußballspieler, der als Linksverteidiger oder im linken Mittelfeld spielte.

## Karriere

### Vereine
Fabian Götze begann das Fußballspielen beim SC Ronsberg im Allgäu. Später zog er dann, durch den Beruf seines Vaters Jürgen Götze bedingt, zusammen mit seinem jüngeren Bruder Mario nach Dortmund. Dort setzte er seine Jugendkarriere zunächst beim Hombrucher FV 09 und ab 2001 bei Borussia Dortmund fort. Sein jüngster Bruder Felix wurde 1998 in Dortmund geboren.
Mit den B- und A-Junioren der Borussen stand er in vier Endspielen, die jeweils verloren wurden: 2006 und 2007 die Partien um die deutsche B-Jugendmeisterschaft, wobei er 2007 sein Team als Kapitän aufs Feld führte; 2009 die Entscheidungsspiele um die deutsche A-Jugendmeisterschaft und den DFB-Junioren-Vereinspokal. Als einziger Dortmunder verschoss Götze im Elfmeterschießen des Pokalfinales.
Zur Saison 2009/10 wurde er dann Teil der zweiten Mannschaft und bestritt mit dieser am 25. Juli 2009 sein Profidebüt in der 3. Liga, als er bei der 3:4-Niederlage seines Teams am 1. Spieltag bei Wacker Burghausen in der 30. Minute für den verletzten David Vržogić eingewechselt wurde. Er blieb auch in der Folge Ergänzungsspieler und kam in seiner ersten Hinrunde im Herrenbereich zu acht Einsätzen, bei denen er fünfmal eingewechselt wurde und dreimal durchspielte.
In der Winterpause 2009/10 wechselte Götze zum 1. FSV Mainz 05, da er dort bessere Chancen für den Sprung in das erste Team sah. Wie geplant wurde er aber auch dort zunächst in der zweiten Mannschaft in der Regionalliga West eingesetzt. Zunächst konnte er sich aufgrund von Krankheit und Verletzungen nicht in dieser etablieren, entwickelte sich dann aber in der Spielzeit 2010/11 zum Stammspieler.
Dennoch verließ Götze die Mainzer mit dem Saisonende und schloss sich dem VfL Bochum II an, die ebenfalls in der Regionalliga West antraten. Sein Debüt absolvierte er am 6. August 2011, dem ersten Spieltag der Saison, beim 1:1 gegen Fortuna Köln. In seiner ersten Saison spielte er 26-mal und traf einmal, in seiner zweiten Spielzeit in Bochum waren es 33 Partien und Götze erzielte fünf Tore.
Zur Saison 2013/14 wechselte Götze in die 3. Liga und schloss sich der SpVgg Unterhaching an. Sein Debüt absolvierte er am 20. Juli 2013 beim 0:0 gegen Jahn Regensburg, sein erstes Tor in einer Profi-Liga schoss er am 11. Spieltag im Auswärtsspiel bei RB Leipzig, das 2:2 endete.
Nach Abschluss der Saison 2014/15 wurde sein Vertrag bei der SpVgg Unterhaching nicht verlängert. Daraufhin beendete er seine Karriere und widmete sich seinem Studium im Fachbereich International Business an der Europa Akademie in München, welches er 2018 mit der Erlangung eines Bachelorgrades abschloss. Daran knüpfte er von 2018 bis 2020 ein Masterstudium in International Business an der Munich Business School an, das ihn für ein Semester an die Fudan-Universität in China brachte, wo er parallel zum Studium seit 2019 Projektmanager im Chinageschäft des BVB ist.

### Nationalmannschaft
Götze spielte 2006 und 2007 sechsmal für die deutsche U-17-Nationalmannschaft und erzielte dabei ein Tor.